# Звезда типа Z Жирафа

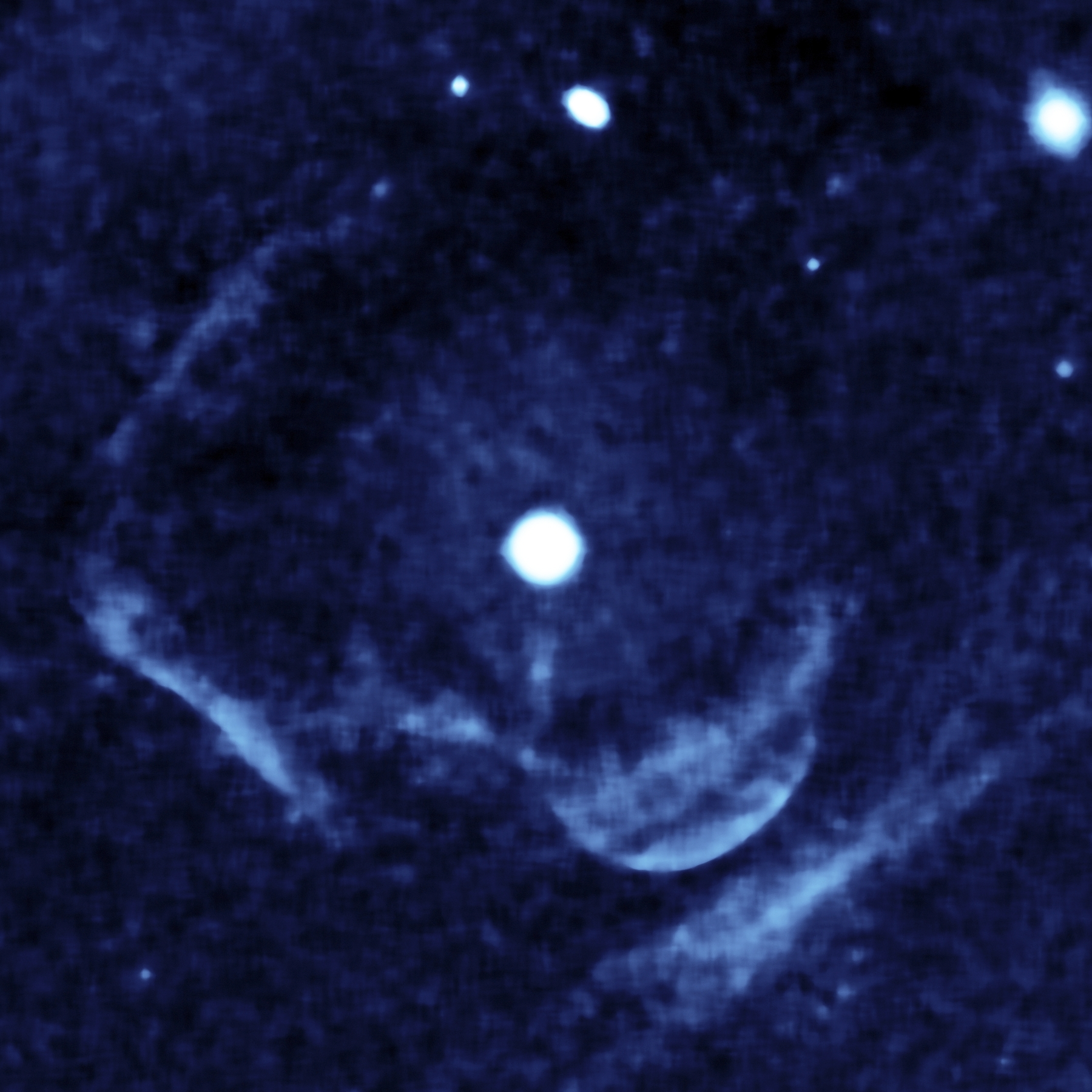
Фотография карликовой новой Z Жирафа в ультрафиолете

Переменные звёзды типа Z Жирафа (UGZ) — один из трех подклассов карликовых новых звёзд, названный в честь прототипа Z Жирафа. 
У звезд типа UGZ вспышки происходят чаще, чем у звезд типа UGSS, а их амплитуда обычно несколько меньше. Помимо характерных для карликовых новых вспышек (роста на 2-6m на 1-3 дня), иногда происходят вспышки особого рода. Начинаются они в точности так же, как и обычные, но спад не достигает минимума, звезда останавливается в блеске на уровне примерно на 1m ниже максимума, и эта так называемая остановка (standstill) длится от нескольких до тысячи дней. Во время остановки происходит больший выброс энергии, нежели в продолжение всего остального цикла вспышки. Остановка происходит, когда скорость переноса массы от вторичной звезды в аккреционный диск вокруг главной звезды слишком велика, чтобы производить нормальные вспышки. Остановка всегда заканчивается окончательным спуском к минимуму, после которого вновь наступает вспышка — обычная или с остановкой на спаде. 

## Прототип

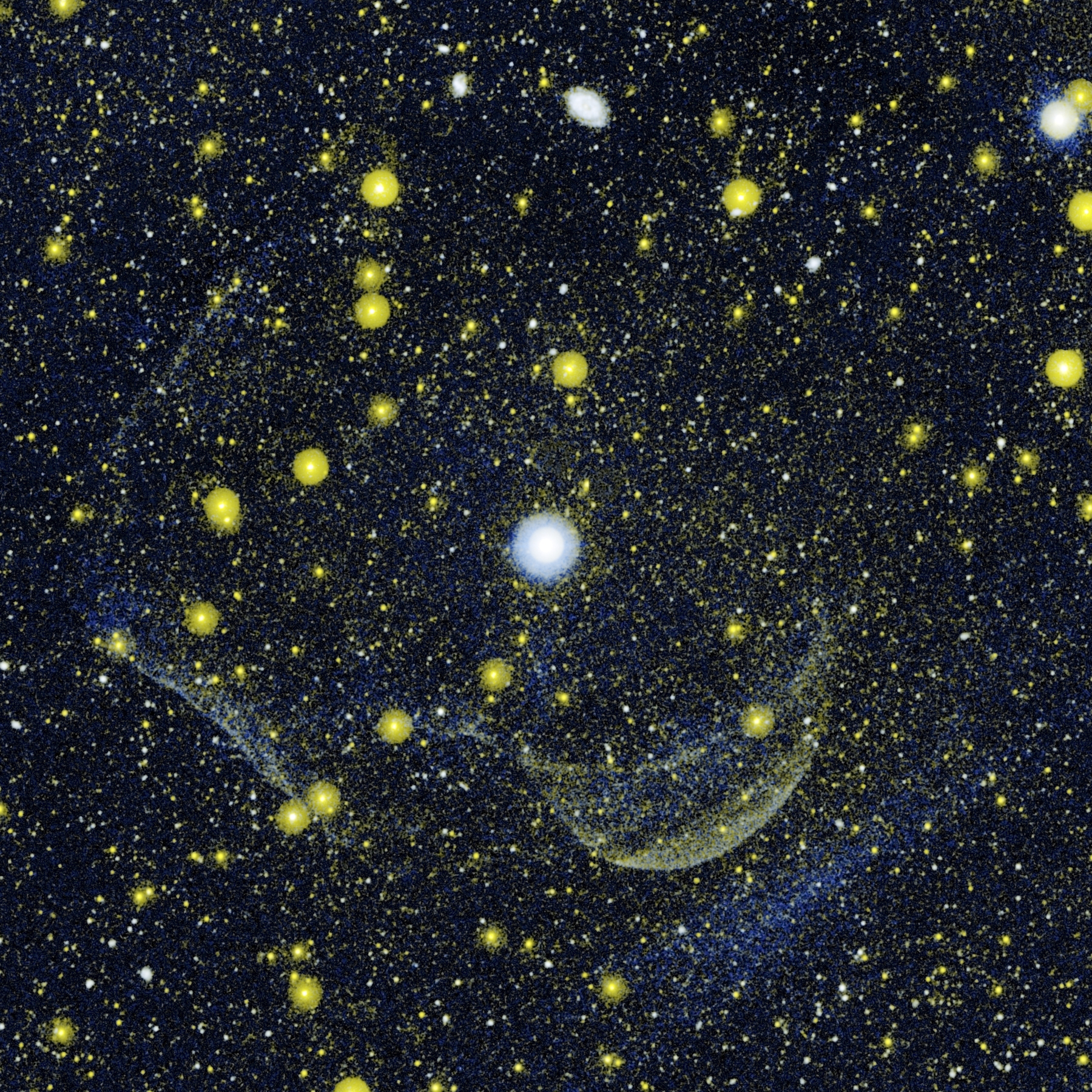
Фотография оболочки Z Жирафа, сделанная GALEX, НАСА

Прототип подобного класса звёзд, Z Жирафа, лежит на расстоянии около 530 световых лет от Земли и является первой обнаруженной карликовой новой. Система состоит из карлика спектрального класса G и белого карлика, которые вращаются вокруг друг друга за 7ч 21м; производя вспышки в среднем каждые 20 дней.

### Теория и наблюдения
Теория предсказывает, что белые карлики всех карликовых новых в конечном итоге должны набрать достаточно массы, чтобы произвести характерную для классических новых вспышку. Однако не было обнаружено ни одной карликовой новой, которая произвела бы подобную вспышку, за исключением собственно Z Жирафа. Наблюдения УФ-телескопа GALEX показали вокруг Z Жирафа оболочку, примерно в 10 раз большую, чем когда-либо обнаруженные вокруг классических новых. Согласно оценкам, её масса совпадает с классическими новыми и не совпадает с гипотетически выделяемой в течение остановок карликовыми новыми. Это позволяет сделать вывод, что в системе карликовой новой звезды происходят те же процессы, что и в системе классической новой.

## Примеры звёзд типа Z Жирафа
Примеры звёзд типа Z Жирафа с видимой звёздной величиной до 12,0:
| Название        | Макс. блеск | Мин. блеск | Период (дн.) | Спектральный класс |
| --------------- | ----------- | ---------- | ------------ | ------------------ |
| Z Жирафа        | 10          | 14,5       | 22           | DAep(UG)           |
| TT Овна         | 10,2        | 14,5       |              | pec(UG)            |
| RX Андромеды    | 10,3        | 14         | 14           | pec(UG)            |
| SY Рака         | 10,6        | 14         | 27           | pec(UG)+G          |
| Z Райской птицы | 10,7        | 12,7       | 19           |                    |
| AH Геркулеса    | 10,9        | 14,7       | 19,8         | pec(UG)            |
| AB Дракона      | 11          | 15,3       | 13,4         | pec(UG)            |
| CN Ориона       | 11          | 16,2       | 16,85        | pec(UG)            |
| EM Лебедя       | 11,9        | 14,4       |              | pec(UG)            |
| TZ Персея       | 12          | 15,6       | 17           | pec(UG)            |